# Föreningen för sjukvård i fattiga hem
Föreningen för sjukvård i fattiga hem stiftades 1888 i Stockholm av Ebba Lind af Hageby (född Hierta). 
Föreningen utövade genom utbildade sköterskor kostnadsfri sjuk- och konvalescensvård i fattiga hem inom Adolf Frediks, Gustav Vasa, Mattei och Johannes församlingar. År 1931 var patientantalet 605 och sjukbesöken 10.183. Liknande föreningar kom att arbeta efter samma modell inom övriga församlingar i Stockholm. 